# 4277 Holubov
4277 Holubov (1982 AF) là một tiểu hành tinh vành đai chính được phát hiện ngày 15 tháng 1 năm 1982 bởi Antonín Mrkos ở Kleť. Nó được đặt theo tên small village located gần Kleť.